# John McAreavey
John McAreavey (ur. 2 lutego 1949 w Banbridge) - irlandzki duchowny katolicki, biskup Dromore w latach 1999-2018.
Święcenia kapłańskie otrzymał 10 czerwca 1973.
4 czerwca 1999 papież Jan Paweł II mianował go ordynariuszem diecezji Dromore. Sakry biskupiej udzielił mu 19 września 1999 kard. Seán Brady.
26 marca 2018 papież przyjął jego rezygnację z pełnionego urzędu.